# Бутырки (Становлянский район)
Буты́рки — деревня Соловьевского сельсовета Становлянского района Липецкой области.
Расположена в 1,5 км к северо-западу от села Соловьево.
Возникли в конце XVI или в начале XVII века. Несколько раз меняли название. В документах 1620 года упоминаются деревня Есенов Лесо́к («Овдотьино тож»). В 1778 году — «деревня Авдотьина, Бутырки тож», 24 двора.
Название — от слова бутырки — селитьба, отделенная от общего поселения, дом на отшибе.
В центре Бутырок есть пруд.

## Население
| 2010 |
| ---- |
| 120  |